# 438

438(사백삼십팔)은 437보다 크고 439보다 작은 자연수다.

## 수학
- 합성수로, 그 약수는 1, 2, 3, 6, 73, 146, 219, 438이다. 진약수의 합은 450이므로, 438은 과잉수다.
  - 제곱 인수가 없는 23번째 과잉수다. 이 성질을 지닌 앞의 수는 426, 다음 수는 462이다. (OEIS의 수열 A087248)
- 53번째 쐐기수다. 앞의 쐐기수는 435, 다음 쐐기수는 442이다.
- {\displaystyle 438=117+145+176}
  - 연속하는 세 오각수의 합으로 나타낼 수 있는 수다. 이 성질을 지닌 앞의 수는 354, 다음 수는 531이다.
- {\displaystyle 65^{6}-1}은 438로 나누어떨어진다.

## 과학
- NGC 438(영어판): 조각가자리 방향에 있는 중간나선은하.

## 교통

### 철도
- 수도권 전철 4호선 과천역의 역번호.

### 도로
- 일본 438번 국도(일본어판): 도쿠시마현 도쿠시마시에서 가가와현 사카이데시까지 이어지는 일본의 국도.
- 현도 제438호선

## 군사
- U-438(영어판): 제2차 세계 대전에 사용된 나치 독일의 군용 잠수함.

## 문화유산
- 대한민국의 보물 제438호: 김회련 고신왕지
- 대한민국의 사적 제438호: 안국동윤보선가

## 기타
- 연도: 438년, 기원전 438년